# 肉体戦士ギガ
肉体戦士ギガ（にくたいせんしギガ）は、プロダクション人力舎所属のお笑い芸人。スクールJCA23期生。

## 人物
- 銀河出身（人力舎のプロフィールでは「Earth」となっている）。
- 生年月日：いつかの冬（M-1グランプリの公式ページでは1987年12月7日となっている）[1]。
- 血液型：未調査（以前は「灼熱」となっていた）
- 身長：ギガ1つ分
- 体重：ダンベル3つ分
- バスト&ウエスト：抱きしめられないぐらい
- ヒップ：岩をも砕く
- 靴のサイズ：拳2つ半
- ち〇このサイズ：拳1つ分
- 趣味：トレーニング・身の回りと戦う・ルアーフィッシング（荒磯のヒラスズキ）
- 特技：珠算・暗算・書道（すべて5段）、打撃
- 好きな食べ物：いちご
- 嫌いな食べ物：なすび
- 好きな映画：『マイ・ボディガード』
- 出囃子はEminemの「Lose yourself」。
- コンビ時の立ち位置は左。ツッコミ担当。
- ふかまちはじめ、まによんの猿渡のライブによく出演するが、人力舎主催の事務所ライブではレアキャラ扱いである。

## 略歴
- 2014年、プロダクション人力舎が運営する養成所スクールJCAの23期生として入学。
- 当初は同期である元イヌズキ、元草原の旅人の井口雄介（現在はコンビ「スクースクータイム」として活動）とコンビで活動していたが、途中からピンで肉体戦士ギガとして活動する。2015年、JCAプロモーションへ昇格。
- 2015年7月、元ジプシーダンスのリョウマエダとコンビ「マエダtoギガ」を即席で結成。
- 2016年1月、リョウマエダと「ストレンズ協和音」として正式にコンビを結成。
- 2016年5月、プロダクション人力舎に正式所属、コンビ名を「ストレンズ」に改名。
- 2016年11月、ストレンズ解散、ピンで活動再開。
- 2017年のM-1グランプリにおいて、いかちゃんと即席コンビ「いかちゃんとギガ」を結成。
- 2018年も「いかちゃんとギガ」としてM-1グランプリに挑戦。
- 2019年のM-1グランプリでは、同じ事務所の後輩の横関とおると「凪咲（なぎさ）」として挑戦。
- 2020年9月、事務所ライブ『ハイスクール人力舎～秋の学園祭ライブSP～ JINRIKI賞レース「小木校長杯」』にて優勝、初代チャンピオンとなった[2]。
- 2020年以降のM-1グランプリでは、リョウマエダとのユニット「アシェリー」として出場している。
- 2023年、R-1グランプリで準々決勝へと進出。

## 賞レース成績
- M-1グランプリ2015 3回戦進出（マエダtoギガ）[3]
- M-1グランプリ2016 1回戦敗退（ストレンズ）[4]
- M-1グランプリ2017 3回戦進出（いかちゃんとギガ）[5]
- M-1グランプリ2018 2回戦進出（いかちゃんとギガ）[5]
- M-1グランプリ2019 2回戦進出（凪咲）[6]
- M-1グランプリ2020 1回戦敗退（アシェリー）[7]
- M-1グランプリ2021 1回戦敗退（アシェリー）[7]
- M-1グランプリ2022 1回戦敗退（アシェリー）[7]
- R-1グランプリ2023 準々決勝進出[8]
- M-1グランプリ2023 2回戦進出（アシェリー）[7]

## 芸風
- 主に漫談、声量と肉体でショートコントを行う。
- 「身の回りのものと戦う」という設定。
- 「ギガは○○」（「ギガは強い」など、○○には主に形容詞が入る）という台詞を言いながら小道具を破壊したりして、あらゆるものに勝っていく。
- 代表作は「囚われの身」。
- 一人称は「ギガ」。

## ギガラジオ
- 真空ジェシカのギガラジオでは、ツッコミをすることが多いが、時々ボケになることがある。場を回すことも少なくはなく、サトケン（真空ジェシカのギガラジオのリスナーの総称）であるトンツカタンの森本や魂ずの小橋川に一目置かれている。ゲスト回では人見知りするため、発言が少なくなることが多い。
- 公式プロフィールでは公表されていないことを『ギガが人間とするなら…』と前置きした上で話すことがある。
- 地下格闘技の選手だった…らしい。
- 運送業で働いていた…らしい。
- 養成所時代は皆勤だったが何もしていなかった…らしい。
- 人間としての名前は「ながさきじゅんや」…らしい。
- 出身地は宮崎県…らしい。

## 出演

### ライブ
- バカ爆走!（事務所ライブ、新宿Fu-）
- Spark!（事務所ライブ）
- どっきん!（事務所ライブ）
- 23期生同期ライブ「ロワイヤル」

### ラジオ
- 真空ジェシカのギガラジオ（YouTube）

### テレビドラマ
- 来世ではちゃんとします お正月初夢SP（2022年1月1日、テレビ東京）[9]

### ネット配信番組
- 矢作と山崎と #1「若手の芸名で遊ぼう!」（フジテレビオンデマンド）- 2017年3月28日配信開始
- 内村さまぁ～ずSECOND #311「我が社のテレビに出た事のない若手芸人達をバーターでもいいから内さまに出演させたい鈴木拓と児嶋！！」（Amazon prime video）- 2019年3月25日配信開始